# Шафранкі (Мазовецьке воєводство)
Шафранкі (пол. Szafranki) — село в Польщі, у гміні Лисе Остроленцького повіту Мазовецького воєводства.
Населення — 468 осіб (2011).
У 1975-1998 роках село належало до Остроленцького воєводства.

## Демографія
Демографічна структура станом на 31 березня 2011 року:
|          | Загалом | Допрацездатний вік | Працездатний вік | Постпрацездатний вік |
| -------- | ------- | ------------------ | ---------------- | -------------------- |
| Чоловіки | 218     | 49                 | 150              | 19                   |
| Жінки    | 250     | 63                 | 135              | 52                   |
| Разом    | 468     | 112                | 285              | 71                   |